# سنک
سنک (قزاقی: Сенек) یک شهر و منطقه مسکونی در قزاقستان است که در استان مین‌قشلاق واقع شده‌است.